# 石山永一郎
石山 永一郎（いしやま えいいちろう、1957年 - ）は、日本のジャーナリスト。元共同通信社マニラ支局長。

## 略歴
慶應義塾大学文学部卒。1982年、共同通信社入社。宇都宮支局、名古屋支社編集部、外信部、マニラ支局長、ワシントン特派員、編集委員などを経て2017年に退職。17年９月から邦字紙「日刊まにら新聞」編集長を務めた後、アジア専門季刊誌「リアルアジア」編集長。
2022年11月より公益財団法人新聞通信調査会の月刊誌「メディア展望」編集長。
祖父・石山龍児は日本の俳優。父・石山陽は元福岡高検検事長。

## 受賞
- 2011年 - 沖縄報道で平和・協同ジャーナリスト基金奨励賞[2]

## 著作

### 著書・編著
- 『フィリピン出稼ぎ労働者』（1989年、柘植書房）
- 『マニラ発ニッポン物語』（1996年、共同通信社）
- 『彼らは戦場に行った――ルポ新・戦争と平和』（編著、2009年、共同通信社）
- 『アジア・ルポルタージュ紀行』（2014年、柘植書房新社）
- 『日本語で読むフィリピン憲法』（訳・解説、2021年、柘植書房新社）
- 『ドゥテルテ――強権大統領はいかに国を変えたか』（2022年、角川新書）

### 共著
- （あるすの会編）『ラパーン事件の告発――闘ったフィリピン女性たち』（1990年、柘植書房）
- （共同通信社編）『生の時　死の時』（1997年、共同通信社）※97年度日本新聞協会賞受賞作品
- （共同通信社ペルー特別取材班編）『ペルー日本大使公邸人質事件』（1997年、共同通信社）
- （筑紫哲也責任編集）『職業としてのジャーナリスト　ジャーナリズムの条件１』（2005年、岩波書店）
- （前泊博盛編著、明田川融、矢部宏治）『本当は憲法より大切な「日米地位協定入門」』（2013年、創元社）
- （共同通信編集委員室、沼田清）『写真で見る　日めくり日米開戦・終戦』（2017年、文藝春秋）
- （下川裕治責任編集）『日本の外からコロナを語る――海外で暮らす日本人が見た コロナと共存する世界各国の今』（2020年、メディアパル）